# Edith M. Flanigen
Edith Marie Flanigen (Buffalo, 28 gennaio 1929) è una chimica statunitense.

## Primi anni
Edith Marie Flanigen è nata il 28 gennaio 1929 a Buffalo, città situata nello stato di New York. Insieme alle sue due sorelle, Joan e Jane, studiò chimica presso il Università D'Youville sotto il consiglio del suo insegnante di scienze naturali delle superiori, il quale notò, soprattutto nella Flanigen, una particolare predisposizione alla chimica. Successivamente, sia Joan che Edith conseguirono nel 1952 un master in chimica fisica inorganica presso l'Università di Syracuse.

## Carriera
Nel 1952, subito dopo aver completato il master, Edith Flanigen fu assunta dalla Union Carbide, ove, inizialmente, il suo lavoro consisteva nell'identificazione, nella purificazione e nell'estrazione dei polisilossani. Quattro anni dopo, nel 1956, iniziò ad occuparsi dello studio dei setacci molecolari, mentre sempre nello stesso anno divenne la prima donna della Union Carbide ad essere nominata ricercatrice aziendale. Nel 1988, andò a lavorare presso Honeywell UOP, un'altra multinazionale chimica statunitense. Nel 1992, la Flanigen fu la prima donna ricevere la Medaglia Perkin. Nel 1994, Flanigen è andata in pensione, tuttavia continuò a collaborare insieme alla UOP fino al 2004.
Durante i suoi 42 anni di carriera, Edith Flanigen inventò più di 200 diverse sostanze sintetiche e divenne l'autrice di 36 pubblicazioni, mentre nel 2014, l'Università Humboldt di Berlino le dedicò un premio che chiamò "Premio Edith Flanigen", oggi conferito annualmente ad ogni scienziata particolarmente brillante all'inizio della propria carriera.

## Attività di ricerca
Nel 1956, Flanigen inventò la zeolite Y, un particolare setaccio molecolare in grado di raffinare il petrolio. Infatti, quando si raffina il petrolio greggio, è necessario separarlo in diverse parti, dette petrolchimici. La benzina è, ad esempio, ottenuta raffinando diverse sostanze petrolchimiche e lo zeolite della Flanigen viene utilizzato in questo processo come catalizzatore, ovvero come una sostanza che migliora l'esecuzione dei processi chimici. Lo zeolite Y è difatti un catalizzatore che aumenta la quantità di benzina durante la reazione chimica, rendendo la raffinazione del petrolio più sicura e produttiva.
Edith Flanigen co-inventò anche un particolare smeraldo sintetico, il quale la Union Carbide produsse e vendette per diversi anni. Tale smeraldo era principalmente utilizzato dai maser, dispositivi che producono onde elettromagnetiche e che anticiparono gli odierni laser.